# Gustav Borchardt
Gustav Borchardt (25 de Dezembro de 1916 - 31 de Maio de 1943) foi um comandante de U-Boot que serviu na Kriegsmarine durante a Segunda Guerra Mundial.